# Antoni Urbanowski
Antoni Urbanowski (ur. 1853 w Bolesławcu koło Wielunia, zm. 28 sierpnia 1908 w Łodzi) – założyciel największego zakładu kamieniarskiego w Łodzi, wykonawca najbardziej prestiżowych i interesujących nagrobków, przede wszystkim na cmentarzach przy ul. Ogrodowej.

## Życiorys
Syn byłego właściciela ziemskiego. Uczęszczał do gimnazjum w Kaliszu i Warszawie.  W 1872 zamieszkał w Łodzi.
Od roku 1874 firma Urbanowskiego mieściła się przy ul. Cmentarnej. Działalność przedsiębiorstwa związana była głównie z wykonywaniem pomników, nagrobków i monumentalnych budowli, mauzoleów, na cmentarzu przy ul. Ogrodowej. Był wykonawcą między innymi grobowca Ludwika Geyera, pomnika doktora Karola Jonschera, mauzoleum Juliusza Kunitzera i mauzoleum Heinzlów. 
Firma Antoniego Urbanowskiego wykonała także kamienne filary i podstawowe elementy kościoła pw. św. Stanisława Kostki oraz elementy kamieniarskie kościoła pw. Podwyższenia Świętego Krzyża na rogu Tuwima i Sienkiewicza. Realizował projekty wybitnych łódzkich artystów-rzeźbiarzy: Wacława Konopki i Anastazego Lepli.
Antoni Urbanowski wspierał finansowo wiele łódzkich stowarzyszeń, między innymi Towarzystwo Śpiewacze „Lutnia”, Polskie Towarzystwo Teatralne i Łódzkie Chrześcijańskie Towarzystwo Dobroczynności.
Był ojcem Józefa, który przejął firmę i prowadził ją do 1938 roku.
Rodzina Urbanowskich jest pochowana w części rzymskokatolickiej Starego Cmentarza w Łodzi.